# Cagiva Mito

La Cagiva Mito es el modelo más carismático de Cagiva, una auténtica deportiva de 125 cc que lleva casi dos décadas en el mercado. En la actualidad el motor rinde 34 cv lo que le permite alcanzar velocidades cercanas a los 180 km/h. Comparte diseño (una de sus principales bazas, aparte de su rendimiento) con la Ducati 916.

## Historia de la Mito
Sus 4 modelos significativos: Mito I, Mito II , Mito(Evo) Y la Mito SP525
La historia comienza en 1989 cuando Cagiva decide aparecer con su moto de calle de 125cc, la C12R Freccia, que llevaba tiempo en el mercado con unos resultados muy discretos. Y nace la Mito I, con el motor de la Freccia de 7 marchas, pero con un cilindro y un sistema de escape más moderno y optimizado. Esta se vuelve muy competitiva, la 125 más potente del mercado italiano. Gracias a la experiencia y tecnología de Cagiva en el mundo de la competición, se mejoraron los productos para el uso en carretera abiertas.
En 1993 nace la Mito II con modificaciones muy notables. La horquilla delantera pasa de 38 a 40 mm, y es regulable. El aluminio es el material que reina en esta moto, sobre todo en el chasis. El freno delantero pasa a ser una pinza de 4 pistones de la marca italiana Brembo. Y con la Mito II, aparece la primera réplica de Cagiva, la versión Lawson, dedicada al piloto que corría el mundial de motociclismo de 500 con el número 7, también apareció la versión Lucky Explorer. 
Estas dos versiones tenían sus principales diferencias en la óptica. Técnicamente no variaban respecto a la versión normal.
En 1995 nace la Mito 3, más conocida como la Mito Evo (este nombre se le dio en 1997, Evo son las siglas de "Evolucione").
El diseño es el creado por el famoso diseñador de motos Massimo Tamburini, y es prácticamente igual a la saga de Ducatis 916, 996, 998.
Las modificaciones internas de la Mito Ev son notables, cilindro con una distribución distinta, carburador de 35 mm (Mikuni TM 35), geometrías de la caja del filtro de aire cambiadas. La diferencia en la parte ciclo más notable, es la introducción de una horquilla invertida de la marca italiana Marzocchi, y llantas de 6 palos. Desde 1997 hasta el 2004 ha habido muchas versiones que variaban mucho su estética, combinaciones de colores desde el negro con amarillo, rojo con dorsales blancos, negra. Sin contar las versiones Lucky Explorer. 
A partir del 2004 era totalmente de un solo color (rojo, negro o plata). En el 2007 se ha presentado un nuevo diseño compuesto por los colores blanco, negro y dorado, y por primera vez se ha cambiado el color de las llantas a dorado, hasta ahora habían sido siempre grises.

La Mito Evo era originalmente de 7 marchas y una potencia de aproximadamente 34 cv. Pronto pasaron a ser de 6 marchas, y un motor con menos compresión, menos consumo y que emitiera menos contaminación.
Los modelos actuales salen limitados a 11 kW / 15 Cv para que así puedan ser conducidos con el carné A1, a partir de los 16 años, o con el carné B si se tiene la debida experiencia.
El conjunto de limitación consiste en una serie de ligeras modificaciones en el carburador y el escape, para que así la moto no desarrolle su potencia máxima.
Pero en países donde no hay un límite de potencia se puede usar al máximo sus 34 cv y velocidad máxima de 170 km/h que ofrece La Versión SP 525.

## Ficha técnica
MOTOR
Tipo: monocilíndrico de 2 tiempos con aspiración laminar y válvula C.T.S. de mando electrónico en el escape
Enfriamiento por líquido
Diámetro/cilindros: 56 mm/ 1 
Carrera: 50,6 mm
Cilindrada: 124,63 cc
Relación de compresión (con las lumbreras cerradas): 7,1:1
Arranque: eléctrico 
LUBRICACIÓN
Motor: mediante mezclador automático
Transmisión primaria/ Cambio de velocidad: mediante el aceite que contiene la bancada.
ENCENDIDO
Tipo: Electrónico C.D.I. Kokusan Denki o Ducati Energía
Avance del encendido (carrera pistón): 1,6 mm antes P.M.S. 
Bujías: NGK BR9 EG, Champion QN 84, NGK B95 EGV
Distancia electrodos: 0,6 mm
CARBURADOR
Tipo: Dell'Orto PHBH 28 BD
Diámetro difusor: 28 mm
Surtidor máximo: 100 mm
Surtidor starter: 65
Surtidor mínimo: 55
Emulsionador: 55
Válvula de mariposa: 45
Aguja: X 4
Muesca fij. Aguja: 3a
Pulverizador: 270 BN
Flotador: 9.5
Tornillo aire abierto de rev 1 y ½
en alternativa;
Tipo: Mikuni TM 35
Diámetro difusor: 35 mm
Aguja: 6AEL4-60
Campana: 5,5
Surtidor máximo: 310
Surtidor mínimo: 45 (VM28/486)
Tornillo aire abierto de rev 1 y ½
TRANSMISIÓN PRIMARIA
Piñón motor: z 22
Corona embrague: z 72
Relación de transmisión: 3,272
CAMBIO
Tipo: de engranajes de toma constante
Relaciones de transmisión:
en 1° velocidad 2,727 (30/11)
en 2° velocidad 1,857 (26/14)
en 3° velocidad 1,411(24/17)
en 4° velocidad 1,142 (24/21)
en 5° velocidad 0,956 (22/23)
en 6° velocidad 0,863 (19/22)
en 7° velocidad 0,818 (18/22)
TRANSMISIÓN SECUNDARIA
Piñón salida cambio: z 14
Corona en la rueda: z 38
Relación de transmisión: 2,714
Cadena de transmisión: 5/8"x1/4"
RELACIONES TOTALES DE TRANSMISIÓN
en 1° velocidad 24,227
en 2° velocidad 16,497
en 3° velocidad 12.018
en 4° velocidad 9,729
en 5° velocidad 8.497
en 6° velocidad 7,672
BASTIDOR
Tipo: de dos vigas con tubulares extruidos y partes de fundición de aluminio, apéndice trasero con tubos de acero de sección cuadrada.
Ángulo de dirección: 30°
Ángulo del eje de dirección: 25°
Recorrido: 98 mm
SUSPENSIÓN DELANTERA
Tipo: horquilla telehidráulica de vástagos invertidos.
Vástagos DIÁMETRO: 40 mm
Carrera en el eje de las patas 120 mm
SUSPENSIÓN TRASERA
Tipo: SOFT DAMP de flexibilidad variable. Monoamortiguador hidráulico con resorte de precarga regulable. 
Carrera de la rueda 133.5 mm
FRENO DELANTERO
Tipo: disco semi-flotante 320 mm de mando hidráulico, pinza fija (BREMBO; P4. 30/34 – 4 pistones.)
FRENO TRASERO
Tipo: de disco fijo 230 mm de mando hidráulico, pinza fija (BREMBO; Pb 32b – 2 pistones)
LLANTA DELANTERA
Tipo: Aleación ligera
Dimensiones: 3,00 x 17"
LLANTA TRASERA
Tipo: Aleación ligera
Dimensiones: 4,00 x 17"
NEUMÁTICO DELANTERO
Marca y tipo: "Michelín" ZR 17-TX 15
Dimensiones: 110x70x17'
Presión de inflado en frío sólo piloto: kg/cm² = 1.9: psi 27
Presión de inflado en frío con pasajero: kg/cm² = 2,0; psi 28.4
NEUMÁTICO TRASERO
Marca y tipo: Michelín" ZR 17 Hl - SPORT-T
Dimensiones: 150x60x17'
Presión de inflado en frío sólo piloto: kg/cm2 2; psi 28,4
Presión de inflado en frío con pasajero: kg/cm2 2,2: psi 31.3
DIMENSIONES (mm), PESO (kg), CAPACIDAD (L)
Distancia entre ejes: 1375
Longitud total: 1980
Anchura máxima (espejos): 760
Altura máxima: 1100
Altura sillín piloto: 760
Altura sillín pasajero: 345
Altura mínima desde el suelo: 150
Peso en seco: 129 
Capacidad depósito carburante: 14 
Reserva carburante (piloto fijo): 6 
Capacidad depósito aceite: 1,3
Aceite en el cárter: 0,80 
Líquido circuito de enfriamiento: 1,5 
Aceite en cada vástago de la horquilla: 420 cc
RELACIÓN Nº DE CULATA CON TIPO DE PISTÓN
200H/L, 1 aro, pistón cabeza plana
200C/G, 2 aros pistón cabeza convexa
200 M: Culata SP cabeza plana
200 I: Culata SP cabeza convexa
TIPOS DE CILINDROS
Números de cilindros:
56650= Primera Mito SP 91 (91-92) + Freccia SP
60433= Mito mk1, Freccia C12R 
64443= Freccia C12 
66650= Freccia C12R versión: Lucky Explorer 
66650E= Cagiva SuperCity 
72625= Mito II versión: Lucky Explorer
73037= Mito EVO I y II 
75666= SP 
A0401= últimos modelos de Mito a partir de 2002
81782= SP 95 
90087= último cilindro SP, Cagiva Mito SP 525
```
         MITO SP 525
```

--- CARACTERÍSTICAS MECÁNICAS --- 
```
 Tipo de motor Monocilindrico de 2T   
```

Cilindrada 124,63 cc 
Relación de compresión 7,4 : 1 
Refrigeración Líquida 
Alimentación Carburador Dell'Orto" VHST, 28 mm 
Distribución Láminas de admisión, Válvula "CTS", con control electrónico de descarga 
Lubricación Mezcladores automáticos 
Encendido C.D.I. variable con el avance del encendido 
Arranque Eléctrico 
Caja de Cambio 6 velocidades, constante 
Transmisión Primaria Cadena 
```
                       en 1° velocidad 2,727 (30/11)
                       en 2° velocidad 1,857 (26/14)
                       en 3° velocidad 1,411(24/17)
                       en 4° velocidad 1,142 (24/21)
                       en 5° velocidad 0,956 (22/23)
                       en 6° velocidad 0,863 (19/22)
                       en 7° velocidad 0,818 (18/22)
```

Embrague Húmedo, con el tipo de sistema mecánico de liberación multiplato 
Control Emisiones Sistema de escape catalizado 
--- ESTRUCTURA DE LA MOTO --- 
Chasis Doble viga de aluminio, extruido con tuberías de fundición cabeza y placas traseras 
Suspensión delantera Horquilla telescópica hidráulica invertida Marzocchi 
```
                      Diámetro 40 mm 
                      Recorrido 120 mm 
```

Suspensión trasera Progresivo con amortiguador hidráulico, precarga ajustable SACHS 
```
                      Recorrido 133,5 mm 
```

Freno delantero Disco flotante con cuatro pistones "BREMBO" 
Diámetro 
```
320 mm 
```

Freno trasero Disco "BREMBO" 
Diámetro 
```
230 mm 
```

Llanta delantera Aleación 3,00 " x 17" 
Llanta trasera Aleación 4,00" x 17" 
Neumático delantero 110/70 x ZR 17 
Neumático trasero 150/60 x ZR 17 
--- DATOS GENERALES --- 
Longitud 1.980 mm 
Distancia entre ejes 1.375 mm 
Anchura 760 mm 
Altura del asiento 760 mm 
Peso en vacío 129 kg. 
Cap. Depósito Combustible 14 Litros 
Cap. Depósito Aceite 0,8 Litros 
Cap. Depósito Líquido Refrigerante 1,5 Litros 
Cumple la normativa Euro 3 
Velocidad Máx: 170km/h.

## El Equipo SP
El "Equipo SP" era un conjunto de piezas que vendía Cagiva para poder convertir la Mito en una moto de carreras y así poder utilizarla en circuito y/o en copas de 125cc.
Este Equipo consistía en: 
- Cilindro 
- Culata 
- Biela
- Pistón
- Encendido (Rotor) Ducati Energía.
- Palanca de arranque (se anulaba prácticamente todo el sistema eléctrico de la Mito y por lo tanto el motor de arranque)
- Llantas de Magnesio (Marchesini)
- Equipo de carburación (Chicles, agujas, difusores,...)
- Muelles de embrague
- Equipo de transmisión de paso 415
- Horquilla delantera Marzocchi
- Amortiguador trasero regulable de gas con botella
- Cableado eléctrico SP
- Soporte trasero de pinza de freno
- Escape SP
- Subchasis trasero de aluminio
- CDI Ducati energía
Estas modificaciones elevaban la potencia de la Cagiva a 37 Cv, y el peso de la moto se reducía hasta aprox. 118 kg .
Estos equipos fueron desapareciendo a medida que los campeonatos iban subiendo el nivel, las motos que eran de calle y se transformaban para correr, no eran lo suficientemente potentes como una moto concebida especialmente para correr en circuito.

## Cagiva SP 525

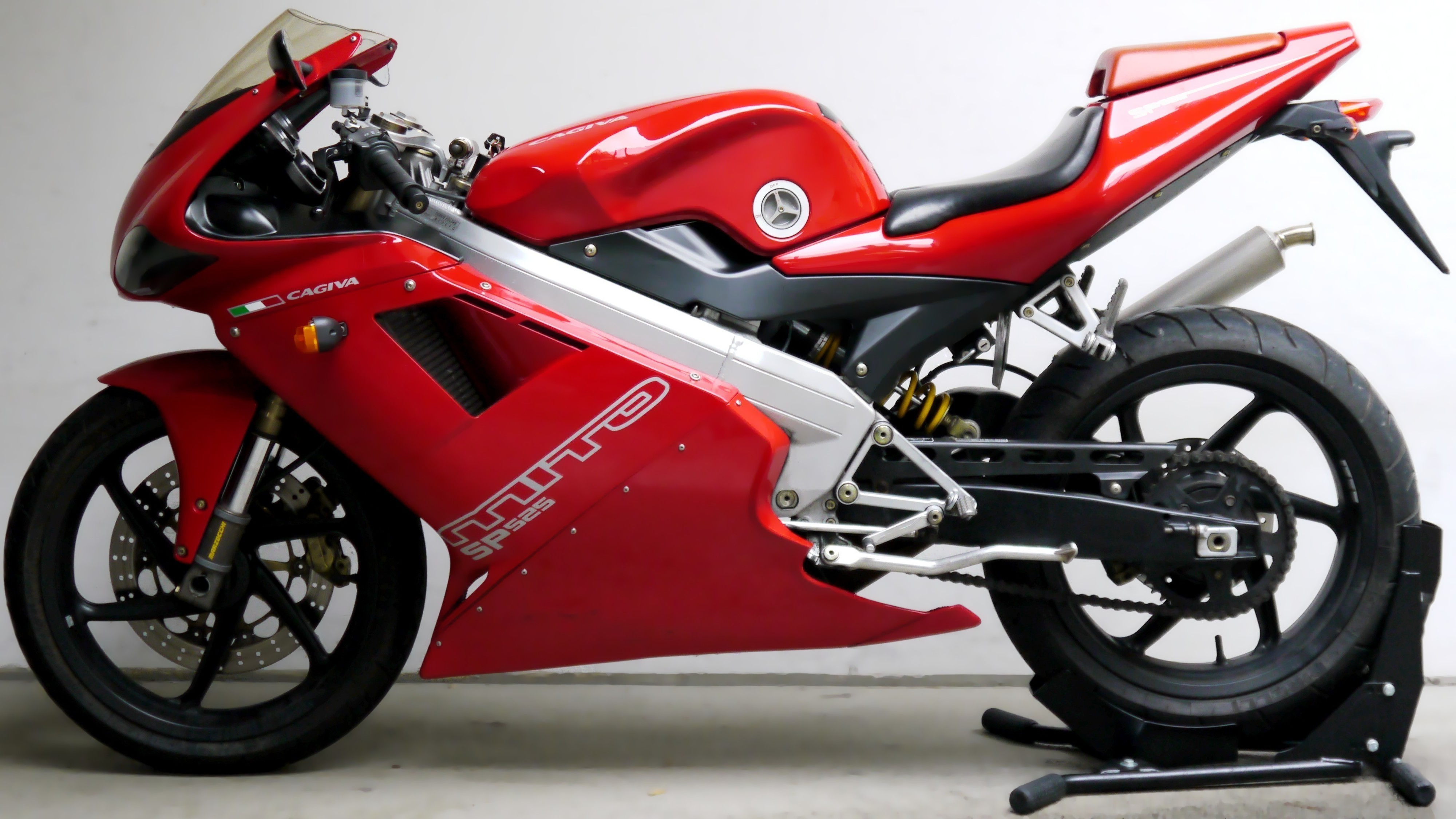
Cagiva Mito SP525

La última máquina de carreras creada por Cagiva, es una moto que se asemeja a la última Cagiva que corrió en el campeonato del mundo de 500, la C 594.
Esta Mito se ha creado para correr un campeonato monomarca en Italia, del tipo Copa Aprilia Bancaja que se corre en España.
La Mito SP 525 es una moto de carreras en todos los sentidos, amortiguador trasero regulable, llantas de aluminio forjado, y el motor de la Mito SP. La SP 525 da una potencia aproximada de 30 cv.